# Cabacés
Cabacés – gmina w Hiszpanii, w prowincji Tarragona, w Katalonii, o powierzchni 31,21 km². W 2011 roku gmina liczyła 342 mieszkańców.